# Havasi pityer
A havasi pityer (Anthus spinoletta) a madarak osztályának a verébalakúak (Passeriformes) rendjébe és a billegetőfélék (Motacillidae) családjába tartozó faj.

## Előfordulása
Európa, Ázsia mérsékelt övi részén és Kínában él. A Kárpát-medencében alkalmi vendég. Köves, sziklás, füves lejtőkön és fennsíkokon otthonos. A zord északi területekről délre vonul, míg megfelelő élelem és időjárás esetén állandó.

## Alfajai
- Anthus spinoletta spinoletta (Linnaeus, 1758)
- Anthus spinoletta coutellii Audouin, 1828
- Anthus spinoletta blakistoni Swinhoe, 1863

## Megjelenése
Testhossza 17 centiméter, szárnyfesztávolsága 24–29 centiméter, testtömege 20–25 gramm.
Háta sötétbarna, hasa foltos.

## Életmódja
Rovarokkal, pókokkal, százlábúakkal, apró rákokkal, csigákkal és gyűrűsférgekkel táplálkozik, melyeket az alacsony növényzet között vagy víz mellett a parton keresgél. A repülő rovarokat is elkapja.

## Szaporodása

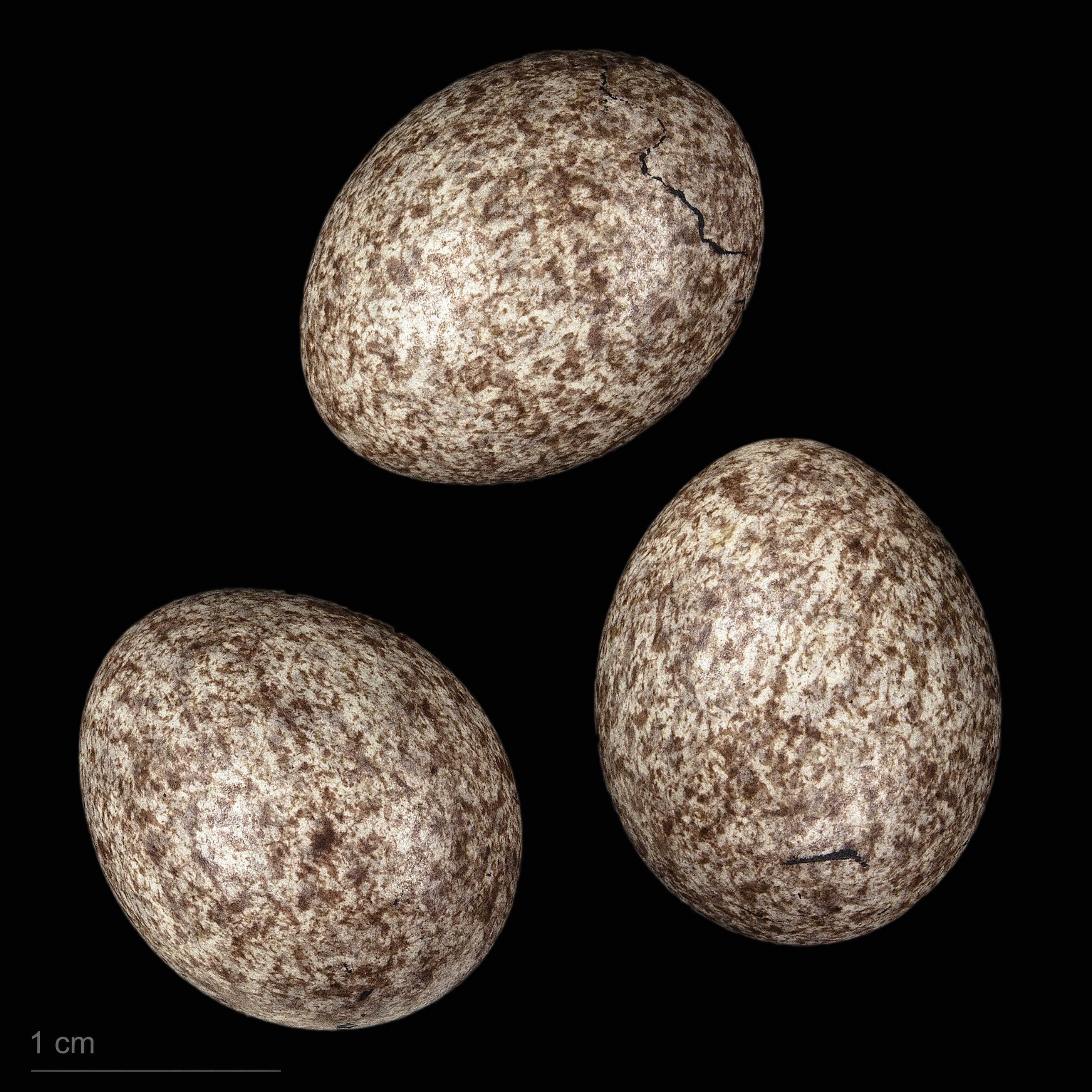
Anthus spinoletta spinoletta

Sziklarepedésekben, középmagas fűvel borított területeken fészkel. A tojó kisebb mélyedésbe, növényi anyagokkal bélelt fészekbe rakja 4-6 tojását, melyen 12-15 napig kotlik. A fiókák kikelése után a tojó nekiáll a második költésnek, míg a hím felneveli az első költést.